# あいの里公園駅
あいの里公園駅（あいのさとこうえんえき）は、北海道札幌市北区あいの里2条8丁目にある、北海道旅客鉄道（JR北海道）札沼線（学園都市線）の駅である。駅番号はG11。電報略号はアコ。事務管理コードは▲130203。札幌市最北端の駅。

## 歴史

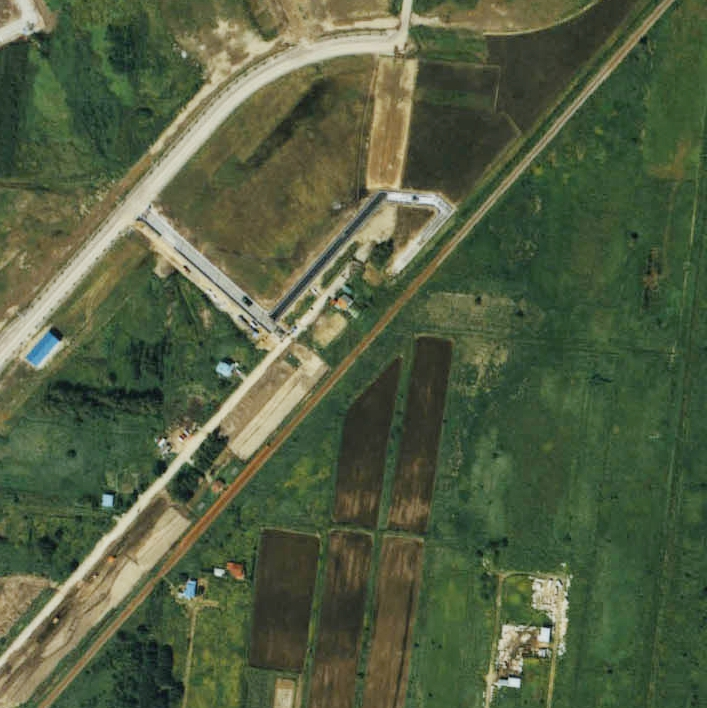
1985年（昭和60年）の釜谷臼駅（写真左下側）と周囲約500m範囲。左下が札幌方面。周囲では造成が始まっており、この翌年に右上隅の位置に400m移転した。なお1976年の写真と駅自体は変わっていない。

札沼線が当地に開通する前の1932年（昭和7年）から「札沼線釜谷臼駅設置期成会」が旧篠路村の地元住民を中心に起こっていたが、桑園駅 - 石狩当別駅（現：当別駅）間が1934年（昭和9年）に開通したときには、篠路村には篠路駅のみの設置となり、当地に駅は設置されなかった。
地元住民の陳情はその後も続き、1948年（昭和23年）4月にも周辺町村と共に請願を実施するが実現せず、篠路村が札幌市に編入された直後の1955年（昭和30年）3月18日、札幌市議会定例会鉄道施設対策特別委員会に簡易乗降場の設置が請願された。当時は札幌駅北口開設の目途が立たないことが札幌市の懸案事項になっている中での請願提出には異論もあったが、「今日札幌市に合併されて、従って今後郊外住宅地とならんとも限らないので」として原案通り可決され、その3年後の1958年（昭和33年）に現在駅の南西約630メートルの位置（札幌市立あいの里東中学校の敷地南東に面する位置）に釜谷臼駅（かまやうすえき）として開業した。用地は地主から提供され、待合室も地元民の寄付金で建てられた。
1980年から札幌ニュータウン「あいの里」の開発が始まると、当駅の桑園方（桑園起点13.6 km）にあいの里教育大駅が請願、新設されたが、これにより当駅は新駅と駅間距離が短くなりすぎるために新十津川方に移転し、その後駅名も変更された。

### 年表
- 1958年（昭和33年）7月1日：日本国有鉄道（国鉄）札沼線の釜谷臼駅（かまやうすえき）として桑園起点14.7kmの地点に開業[5][新聞 1]。旅客のみ取扱いの駅員無配置駅[6]。当時は単式ホーム1面1線。
- 1986年（昭和61年）11月1日：あいの里教育大駅開業に伴い、桑園起点15.1kmに約630m移転[1]。
  - 移転当時は単式ホーム1面1線（長さ138m[7]）に貨車の待合室が設けられた[1]。
- 1987年（昭和62年）4月1日：国鉄分割民営化に伴い、北海道旅客鉄道（JR北海道）に継承[8]。
- 1990年（平成2年）11月21日：交換設備設置のため、現1番線ホームを設置し、その後旧ホームを取り壊して新ホーム（現2番線）を建設[7][1]。
- 1991年（平成3年）
  - 3月9日：現2番線と交換設備の使用を開始[1]。併せて駅舎改築・跨線橋設置[7]。
  - 3月16日：同日のダイヤ改正で札沼線に「学園都市線」の愛称を設定[報道 1][報道 2][9]。当駅折り返し列車を新設[1]。
- 1995年（平成7年）3月16日：あいの里公園駅に改称[5][8]。
- 1999年（平成11年）7月10日：自動改札機を設置し、供用開始[10]。
- 2000年（平成12年）：札沼線（学園都市線）のうち、当駅を含む桑園駅 - 石狩月形駅間に自動進路制御装置 (PRC) を導入[11]。
- 2007年（平成19年）10月1日：駅番号設定（G11）[報道 3]。
- 2008年（平成20年）10月25日：ICカード「Kitaca」使用開始[報道 4]。
- 2012年（平成24年）
  - 6月1日：札沼線（学園都市線）のうち、当駅を含む桑園駅 - 北海道医療大学駅間が電化（交流20,000V・50Hz）[報道 5]
  - 10月27日：ダイヤ改正に伴い、あいの里教育大駅始終着列車が当駅まで延伸される[報道 6]。

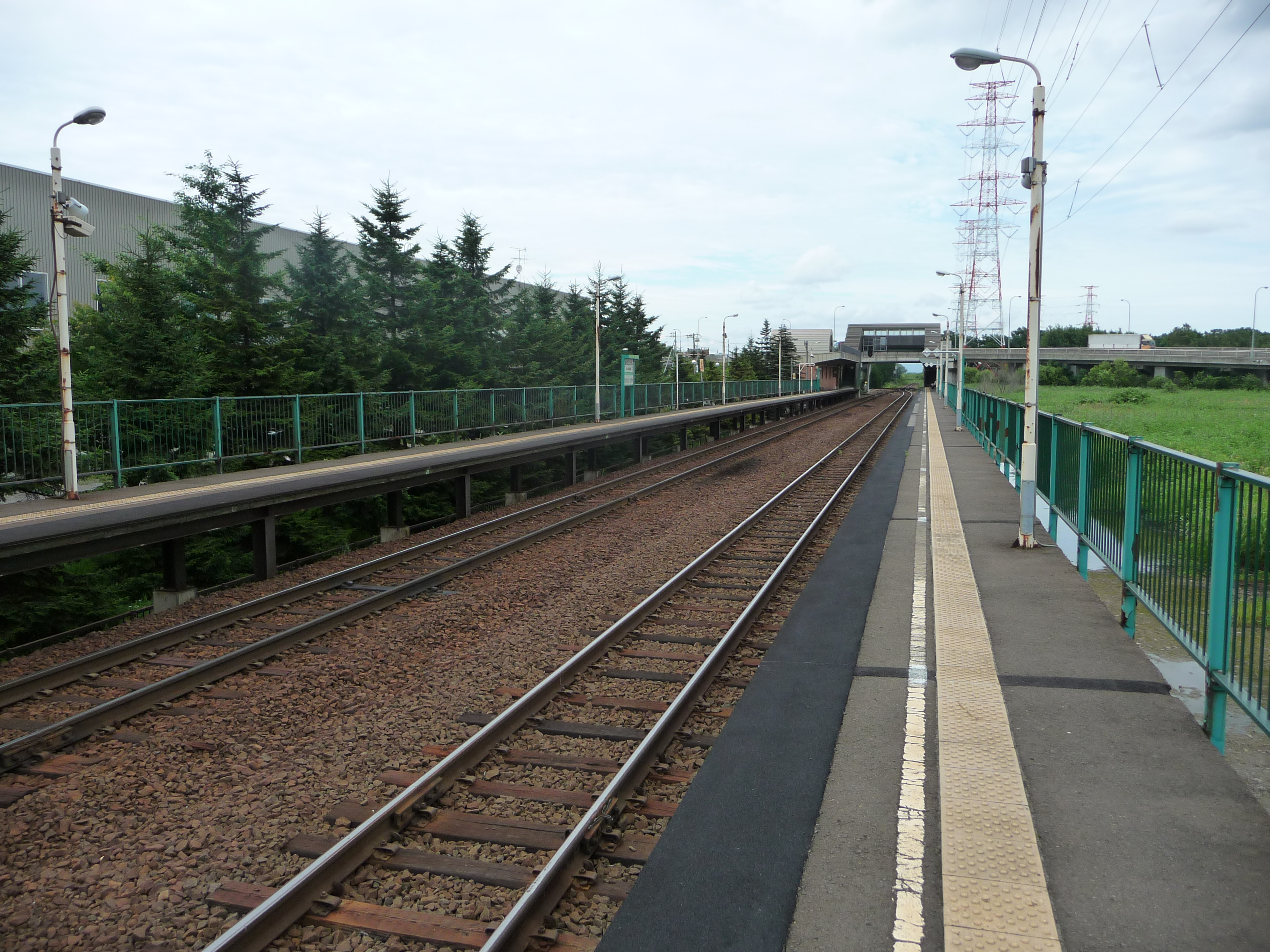
ホーム（電化前） （2010年8月）
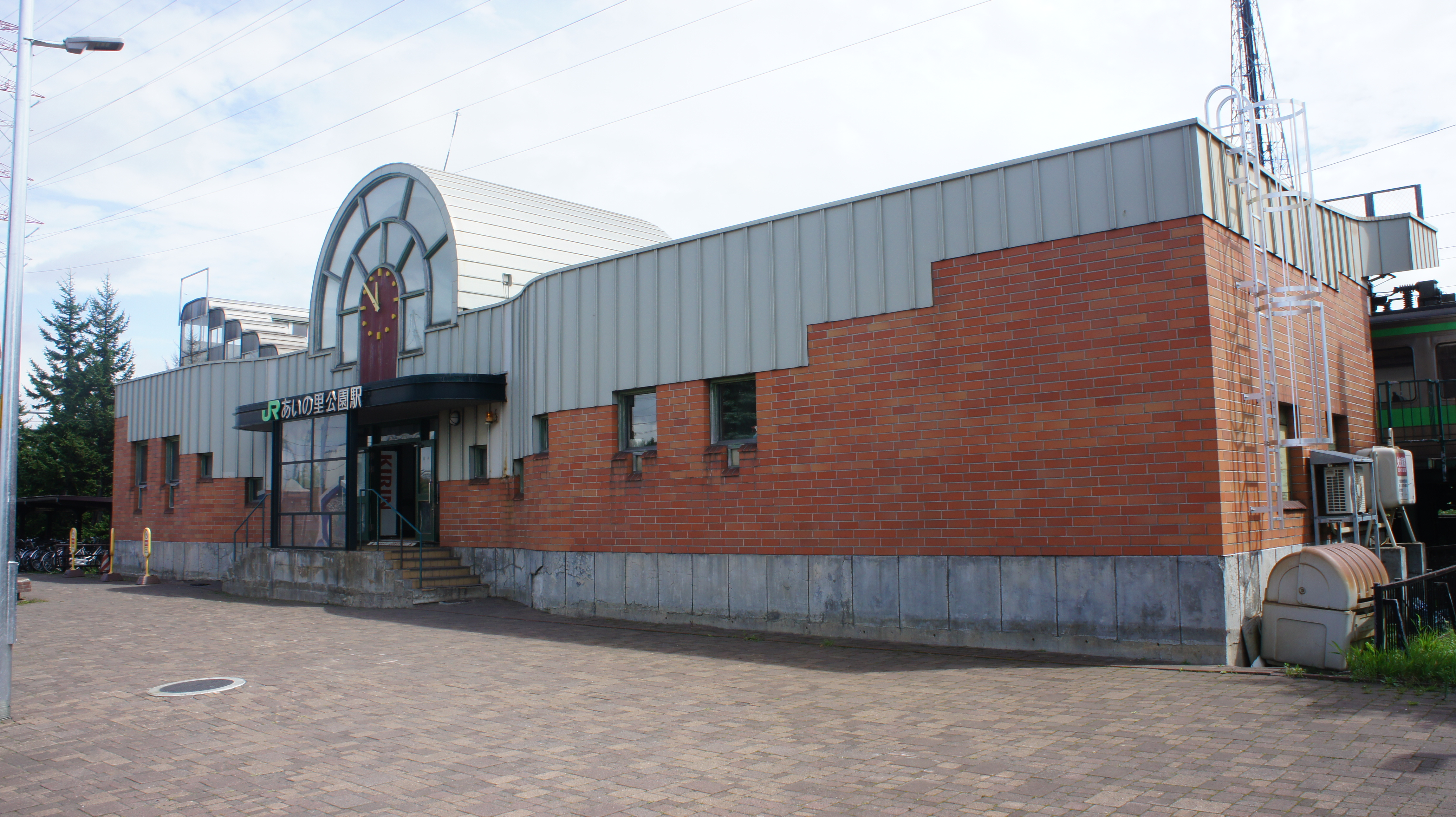
駅舎（バリアフリー化工事前） （2018年8月）

### 駅名の由来
旧名の「釜谷臼」はアイヌ語で「平岩が・岸に・ついている」という意の「カマヤウㇱ（kama-ya-us）」に由来するとされるが、札幌市によると当地に平たい岩があったという事実はないという。
現駅名は住居表示が「あいの里」となったことと、近くに「あいの里公園」があることから。

## 駅構造
移転前の駅構造については前項を参照のこと。
現在の駅は桑園駅管理の無人駅。相対式ホーム2面2線（ホーム幅2m、長さ135m、6両対応）を持つ地上駅で、駅舎に面した上下本線ホームが2番線、対向の上り副本線ホームが1番線となっている。交換列車の同時進入に対応するため、2番線の北海道医療大学方と1番線の桑園方には安全側線が設けられている。両ホームは構内の北海道医療大学方に設けられた跨線橋（エレベーター併設）で結ばれている。
駅舎はレンガを外壁に使用し、中央には蒸気機関車をイメージした円形のドームを配している。駅舎内には待合施設のほか、自動改札機・自動券売機、トイレが設置されている。

### のりば
| 番線 | 路線                  | 方向                     | 行先                 | 備考                 |
| ---- | --------------------- | ------------------------ | -------------------- | -------------------- |
| 1    | ■札沼線（学園都市線） | 上り                     | 札幌・新千歳空港方面 | 行き違い時などに使用 |
| 2    | ■札沼線（学園都市線） | 上り                     | 札幌・新千歳空港方面 |                      |
| 下り | ■札沼線（学園都市線） | 当別・北海道医療大学方面 |                      |                      |

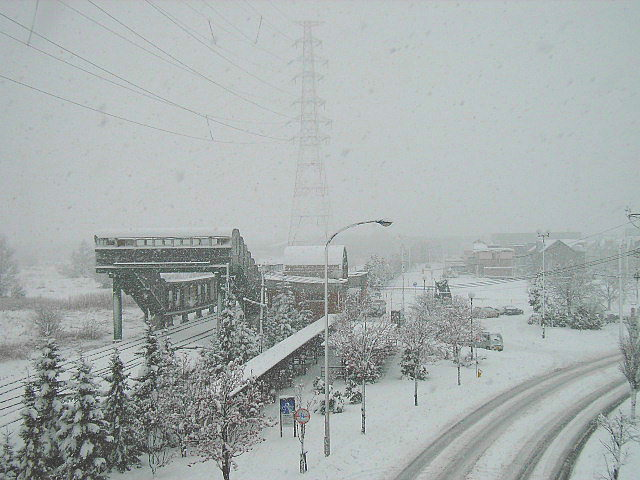
冬のあいの里公園駅 （2004年12月）
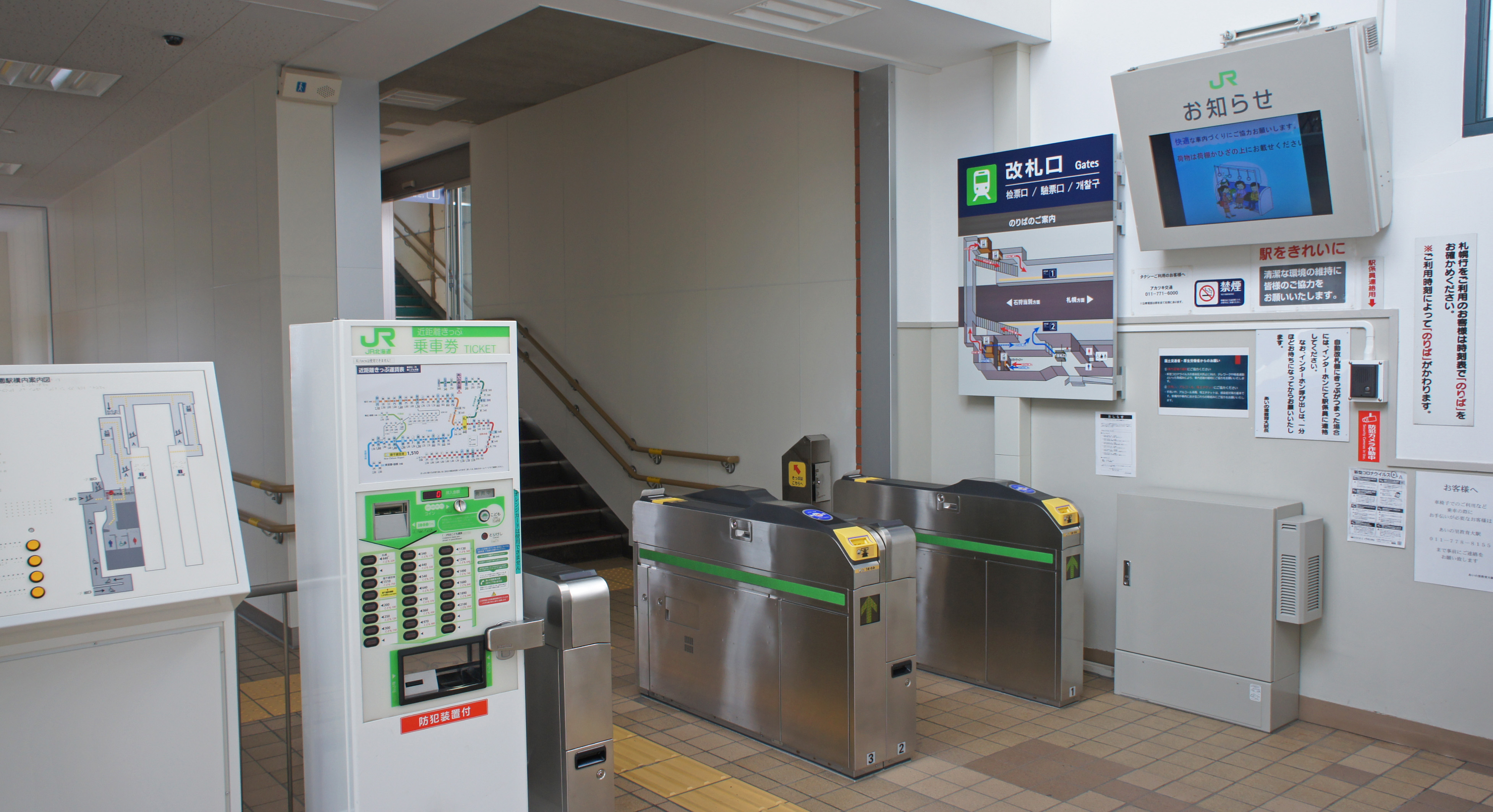
改札口（2020年5月）
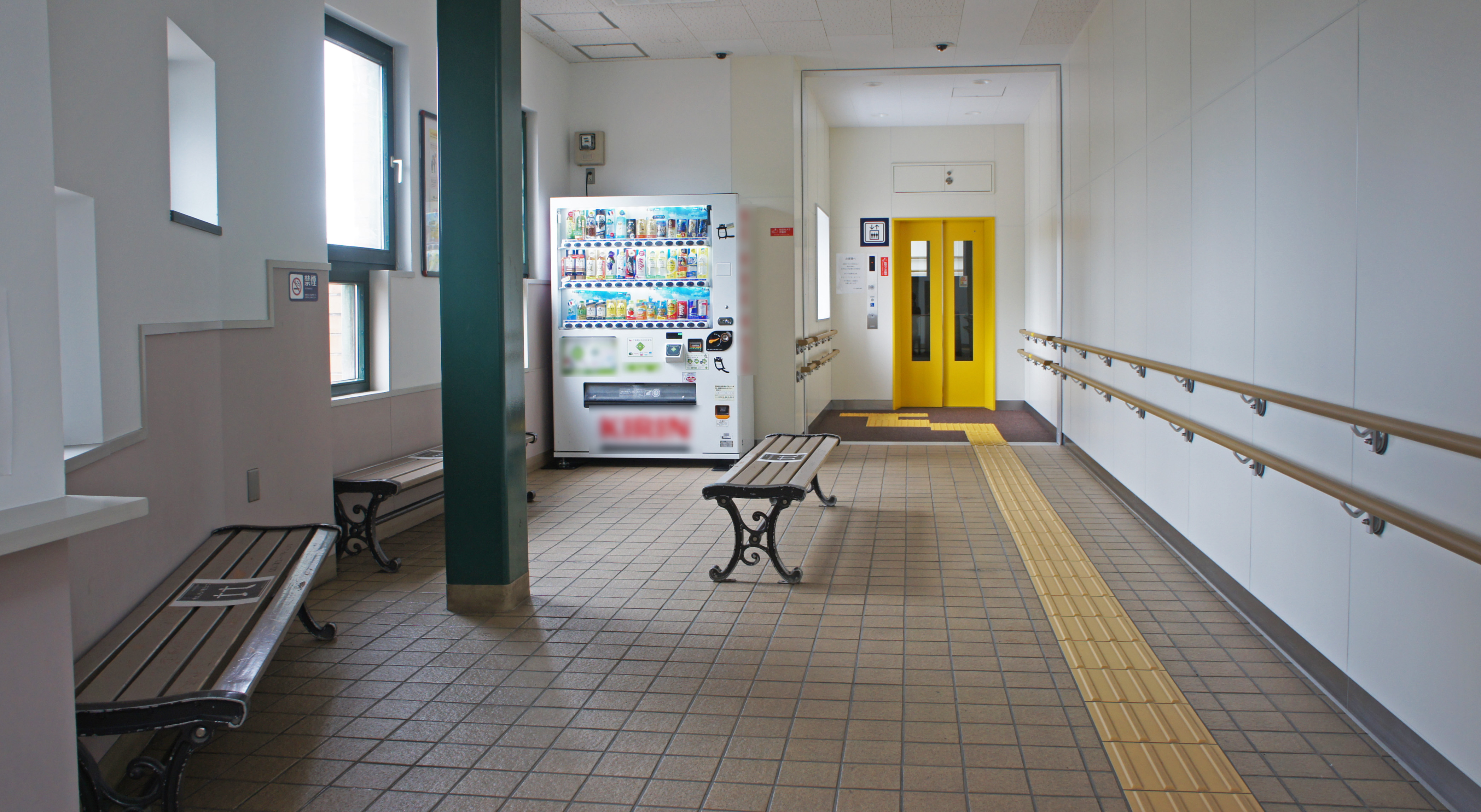
待合室（2020年5月）
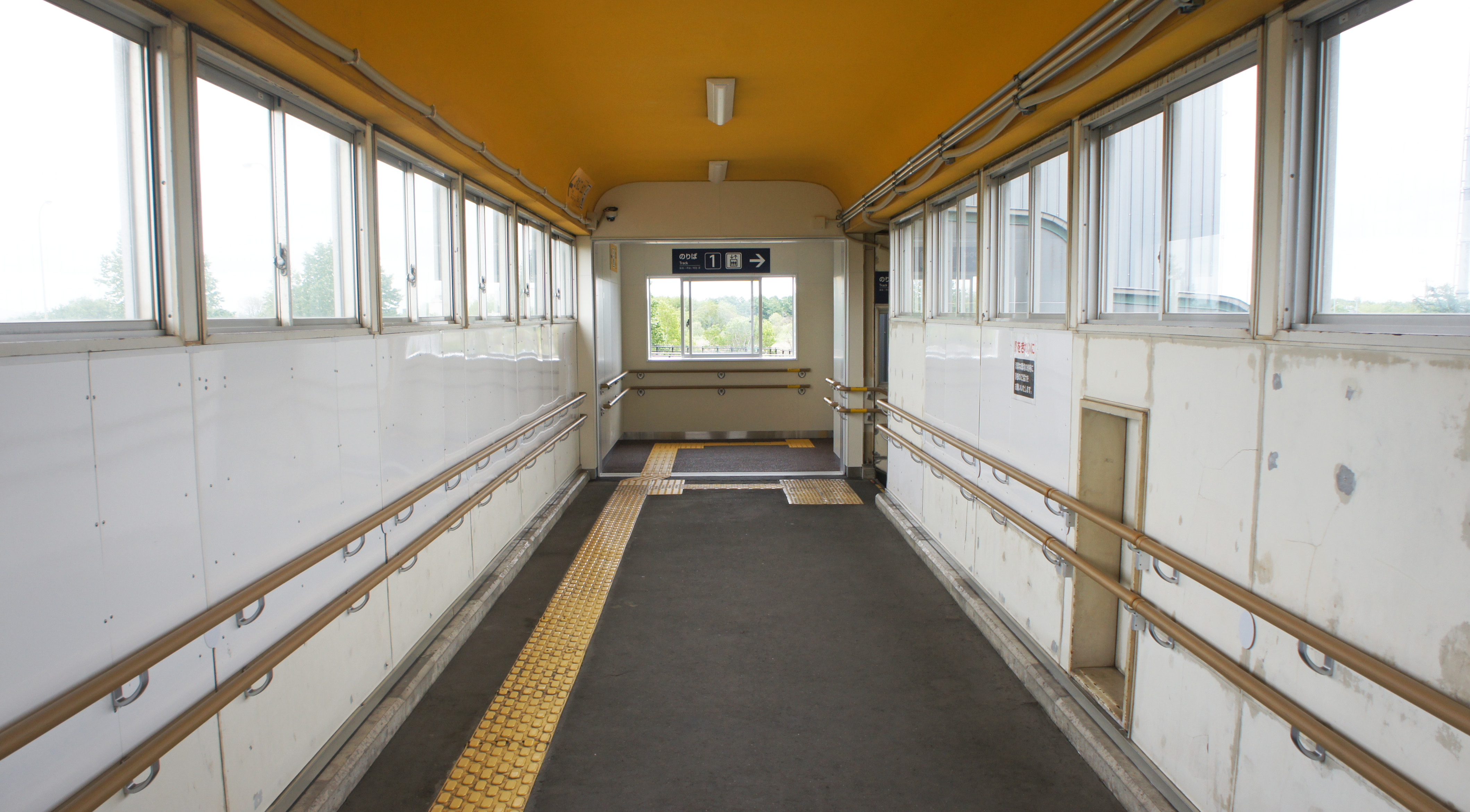
跨線橋（2020年5月）
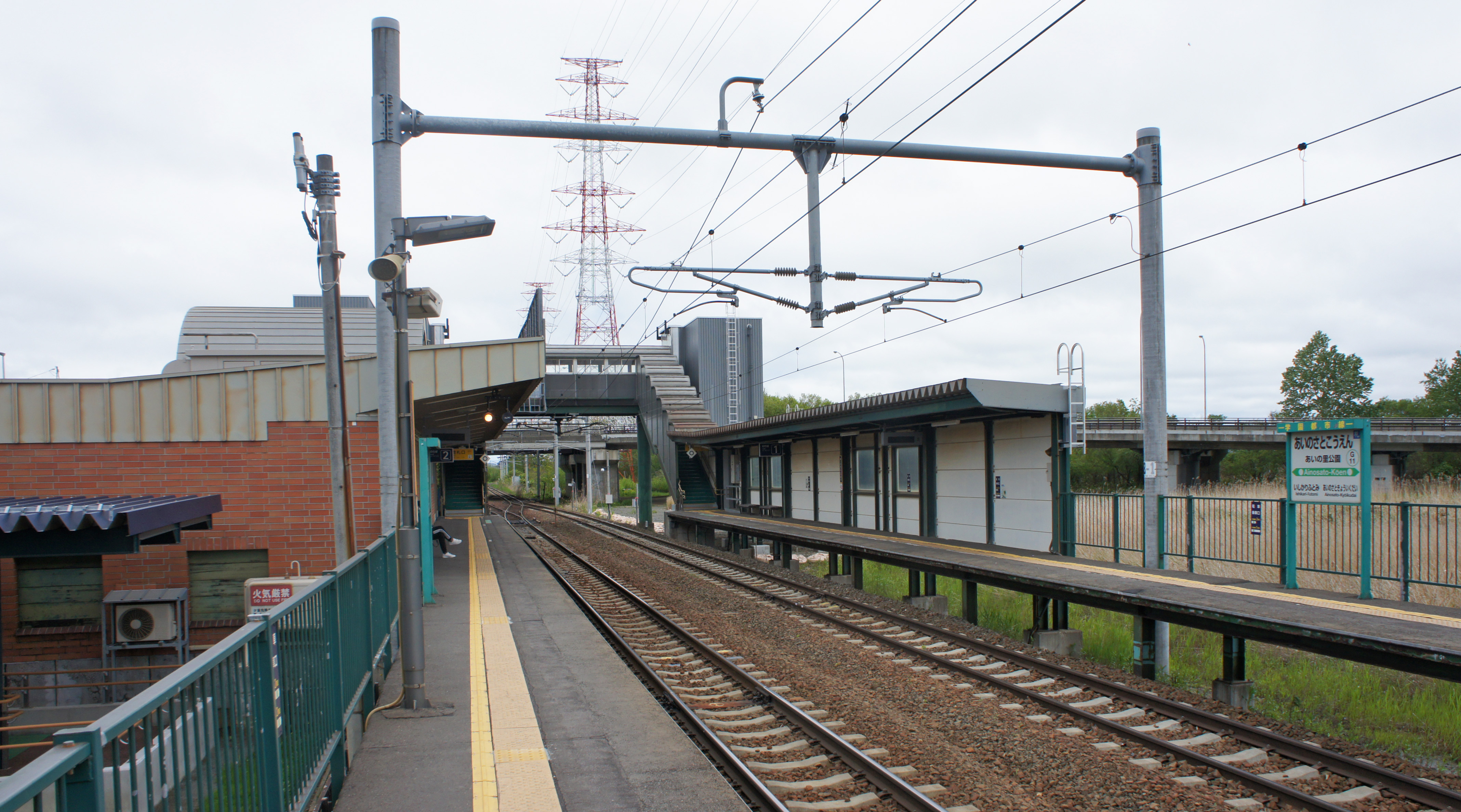
ホーム（2020年5月）

## 利用状況
2022年（令和4年）度の1日平均乗車人員は1,383人である。JR北海道内の駅別乗車人員で無人駅としては最も利用者が多い駅となっている。
近年の1日平均乗車人員の推移は下記のとおりである。
| 年度               | 1日平均 乗車人員 | 出典    |
| ------------------ | ---------------- | ------- |
| 1970年（昭和45年） | 220              | [ * 3 ] |
| 1975年（昭和50年） | 38               | [ * 3 ] |
| 1980年（昭和55年） | 33               | [ * 3 ] |
| 1985年（昭和60年） | 24               | [ * 3 ] |
| 1990年（平成02年） | 666              | [ * 3 ] |
| 1995年（平成07年） | 939              | [ * 3 ] |
| 2000年（平成12年） | 976              | [ * 3 ] |
| 2001年（平成13年） | 953              | [ * 4 ] |
| 2002年（平成14年） | 986              | [ * 5 ] |
| 2003年（平成15年） | 1,033            | [ * 5 ] |
| 2004年（平成16年） | 1,058            | [ * 3 ] |
| 2005年（平成17年） | 1,117            | [ * 3 ] |
| 2006年（平成18年） | 1,231            | [ * 3 ] |
| 2007年（平成19年） | 1,291            | [ * 3 ] |
| 2008年（平成20年） | 1,398            | [ * 3 ] |
| 2009年（平成21年） | 1,462            | [ * 3 ] |
| 2010年（平成22年） | 1,620            | [ * 3 ] |
| 2011年（平成23年） | 1,761            | [ * 3 ] |
| 2012年（平成24年） | 1,865            | [ * 3 ] |
| 2013年（平成25年） | 1,904            | [ * 3 ] |
| 2014年（平成26年） | 1,718            | [ * 3 ] |
| 2015年（平成27年） | 1,644            | [ * 3 ] |
| 2016年（平成28年） | 1,717            | [ * 3 ] |
| 2017年（平成29年） | 1,807            | [ * 3 ] |
| 2018年（平成30年） | 1,840            | [ * 3 ] |
| 2019年（令和元年） | 1,797            | [ * 6 ] |
| 2020年（令和02年） | 1,414            | [ * 7 ] |
| 2021年（令和03年） | 1,396            | [ * 8 ] |
| 2022年（令和04年） | 1,383            | [ * 1 ] |

## 駅周辺
札幌ニュータウン「あいの里」の東側最寄り駅である。
「あいの里」の開発が始まる5年前にあたる1975年（昭和50年）の時点では、駅周辺は一面の原野であったが、現在は駅周辺の土地分譲販売が盛んに行われている。当駅と隣のロイズタウン駅間にはJR北海道最長の橋梁である石狩川橋梁がある。
- 国道337号
- あいの里公園
- 札幌市立あいの里東小学校
- 札幌市立あいの里東中学校
- 北海道札幌あいの里高等支援学校（旧北海道札幌拓北高等学校(2015年3月閉校)）
- スポーツクラブ アクトスポーツプロジェクト
- ROYCE'あいの里公園店
- ライフプレステージ白ゆりあいの里
- 北海道中央バス（札幌北営業所）「あいの里公園駅前」停留所[14]

## 隣の駅
北海道旅客鉄道（JR北海道）
■札沼線（学園都市線）
あいの里教育大駅 (G10) - あいの里公園駅 (G11) - *ロイズタウン駅 (G11-1) - 太美駅 (G12)
*:一部列車はロイズタウン駅を通過する。

### 報道発表資料
1. ↑  『札沼線（学園都市線）の電化について』（PDF）（プレスリリース）北海道旅客鉄道、2009年9月9日。2009年9月14日閲覧。
2. ↑  『札沼線（学園都市線）の電化開業時期について』（PDF）（プレスリリース）北海道旅客鉄道、2011年10月13日。2011年10月17日閲覧。
3. ↑  『駅番号表示（駅ナンバリング）を実施します』（PDF）（プレスリリース）北海道旅客鉄道、2007年9月12日。2014年9月6日閲覧。
4. ↑  『Kitacaサービス開始日決定について』（PDF）（プレスリリース）北海道旅客鉄道、2008年9月10日。2015年1月10日閲覧。
5. ↑  『学園都市線電化開業に伴う電車の投入（第一次）について』（PDF）（プレスリリース）北海道旅客鉄道、2012年3月14日。2014年7月21日閲覧。
6. ↑  『平成24年10月ダイヤ改正について』（PDF）（プレスリリース）北海道旅客鉄道、2012年8月3日。2012年8月17日閲覧。

### 新聞記事
1. 1 2  “札沼線の釜谷臼駅（無人駅）誕生”. 北海道新聞 (北海道新聞社). (1958年7月2日)